# Prentenkabinet Musea Brugge
Het Prentenkabinet van Musea Brugge draagt zorg voor het behoud en beheer van ruim 23.000 werken op papier die sinds 2011 stelselmatig worden geregistreerd en gedigitaliseerd.

## Collectie
De collectie werken op papier van Musea Brugge geeft een goede indruk van de Westerse teken- en prentkunst van de 15e tot en met de 21e eeuw. De basis van de collectie werd gelegd aan de hand van de schenking van de prenten- en tekeningenverzameling van John Steinmetz aan Stad Brugge in 1864. Naar schatting bestaat deze collectie uit ongeveer 15.500 werken waarvan circa 1.000 tekeningen. Hierin vinden we prenten terug van grote namen als Dürer, Rembrandt, Goltzius en Stradanus en tekeningen van onder meer Jacques Callot, Frans Floris en Govert Flinck. Daarnaast zijn de neoclassicistische kunstenaars uit Brugge die een opleiding hebben genoten aan de Academie voor Schone Kunsten Brugge goed vertegenwoordigd. Van deze kunstenaars bewaart Musea Brugge ook figuurtekeningen die zijn gemaakt in hun tijd aan de academie.
Volgend op de schenking van Steinmetz is het Prentenkabinet, voorheen Steinmetzkabinet, voortdurend aangevuld met nieuwe aankopen, schenkingen en legaten. Zo heeft Stad Brugge na 1927 door middel van verschillende schenkingen en aankopen de grootste verzameling werken van Frank Brangwyn ter wereld verworven, bestaande uit 885 prenten en 125 tekeningen. Meer recent heeft Musea Brugge in 2014 de prentenverzameling van Guy van Hoorebeke van ruim 2.400 werken aangekocht. Deze collectie bevat werken van oude meesters als Pieter Breugel de Oude en Lucas van Leyden maar ook moderne meesters als James Ensor en Henri de Toulouse-Lautrec. Nog recenter is de beheersovereenkomst tussen Musea Brugge en Stichting Jean van Caloen uit 2022. Hierbij heeft Musea Brugge van de stichting ruim 2.100 tekeningen en 44 schetsboeken, met werken van onder meer Michelangelo Buonarroti en Jacob Jordaens, in beheer gekregen.

##### Grootschalige verwervingen
1864: schenking John Steinmetz
1927: schenking Frank Brangwyn
1936: schenking Frank Brangwyn
1937: schenking Frank Brangwyn
1955: overdracht van de collectie van het Oudheidkundig Genootschap van Brugge
1980: schenking Lucien De Jaegher
1983: aankoop Broodthaerskabinet
1992: schenking Luc Peire
2014: aankoop verzameling Guy Van Hoorebeke
2022: beheersovereenkomst Stichting Jean van Caloen

## Selectie

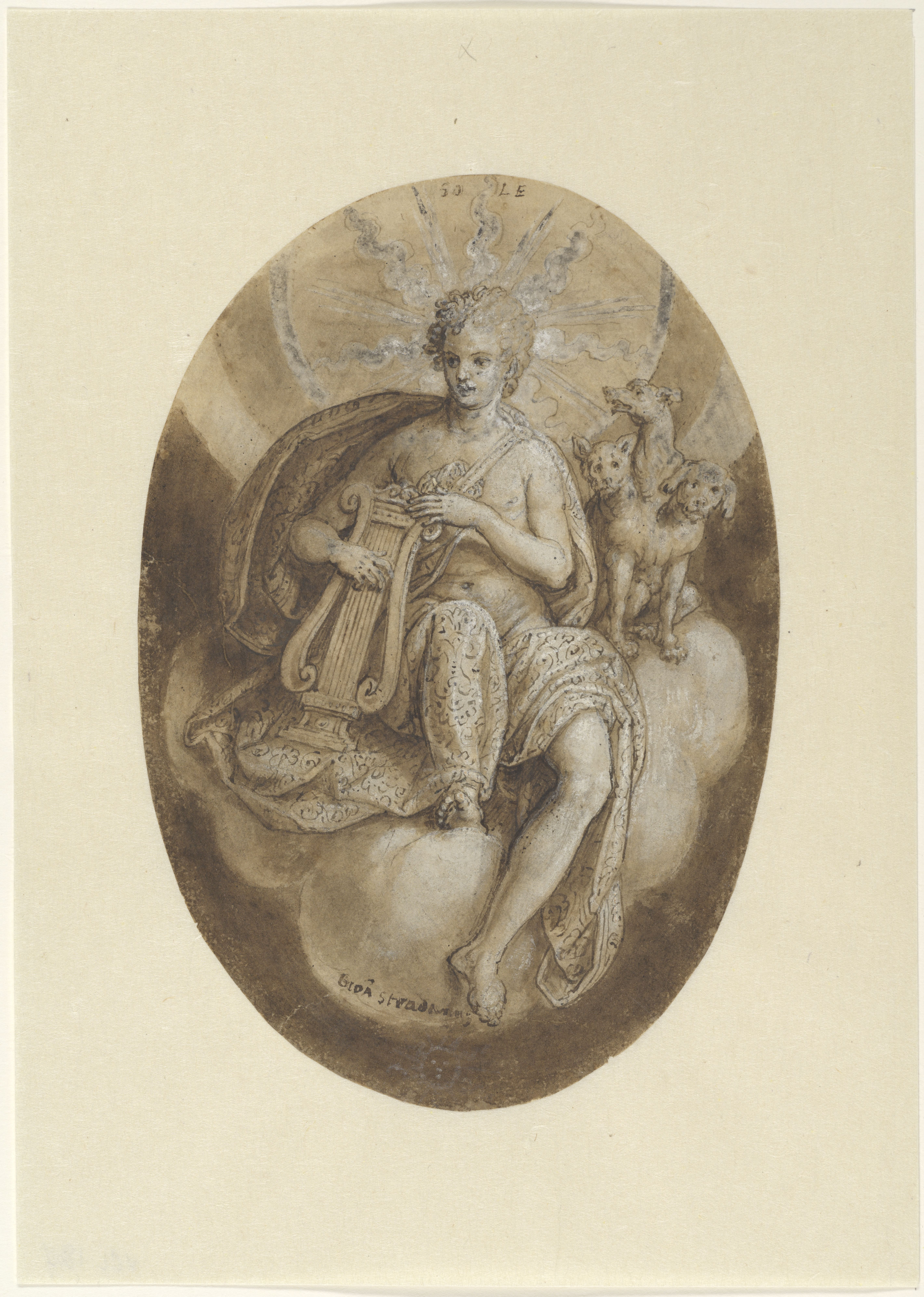
Apollo, Jan van der Straet
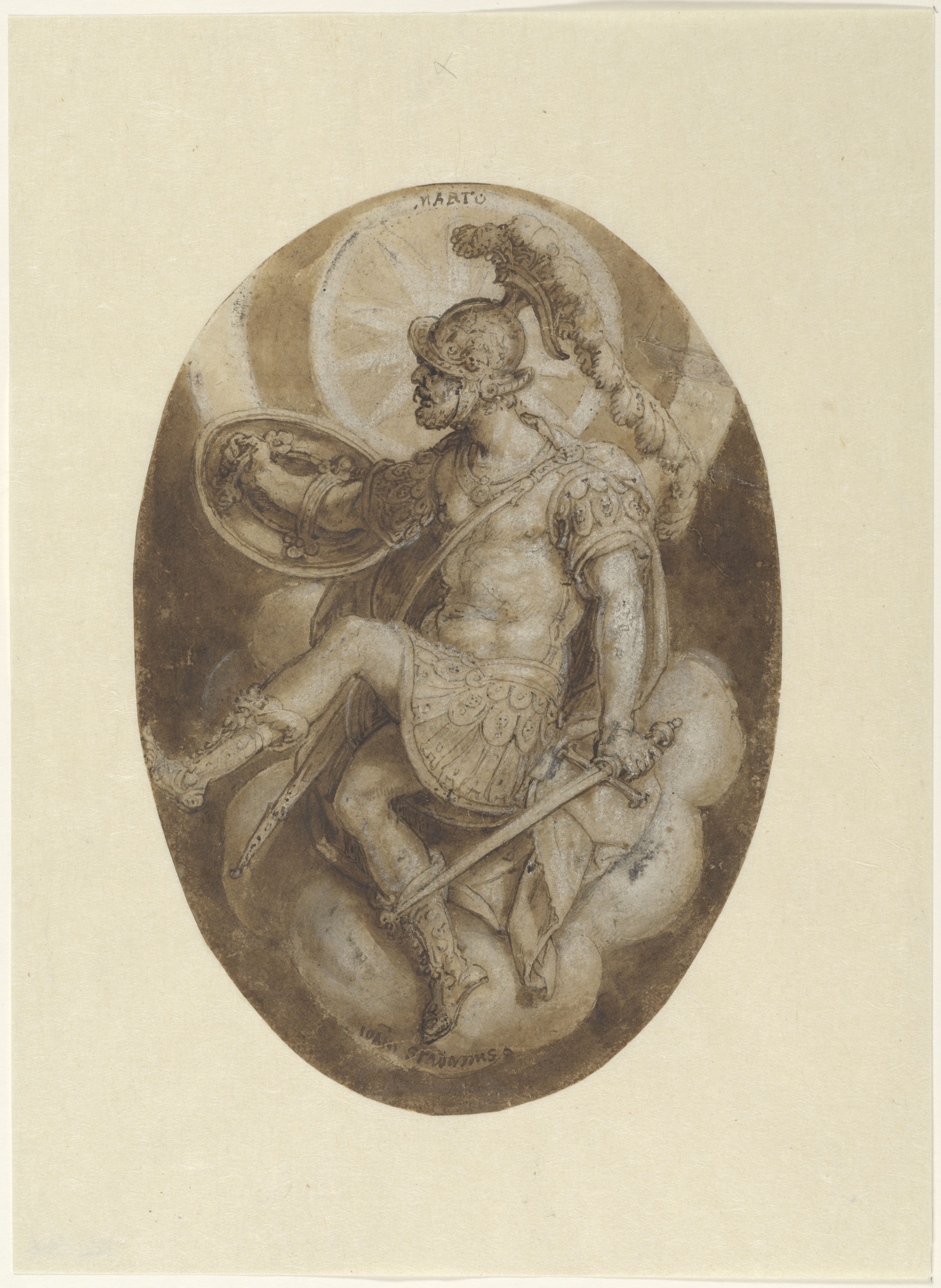
Mars, Jan van der Straet
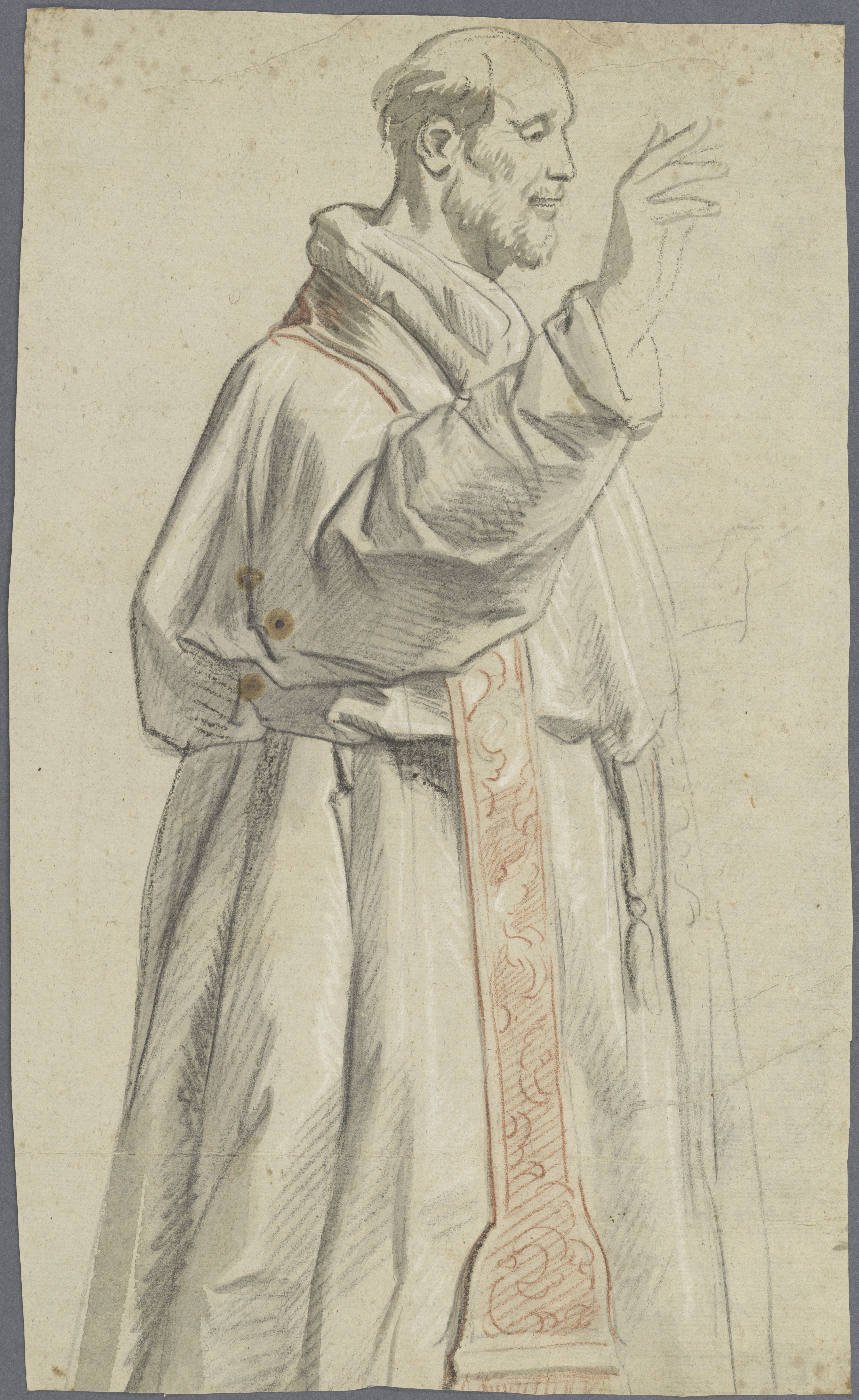
Zegenende priester, Jacques Jordaens
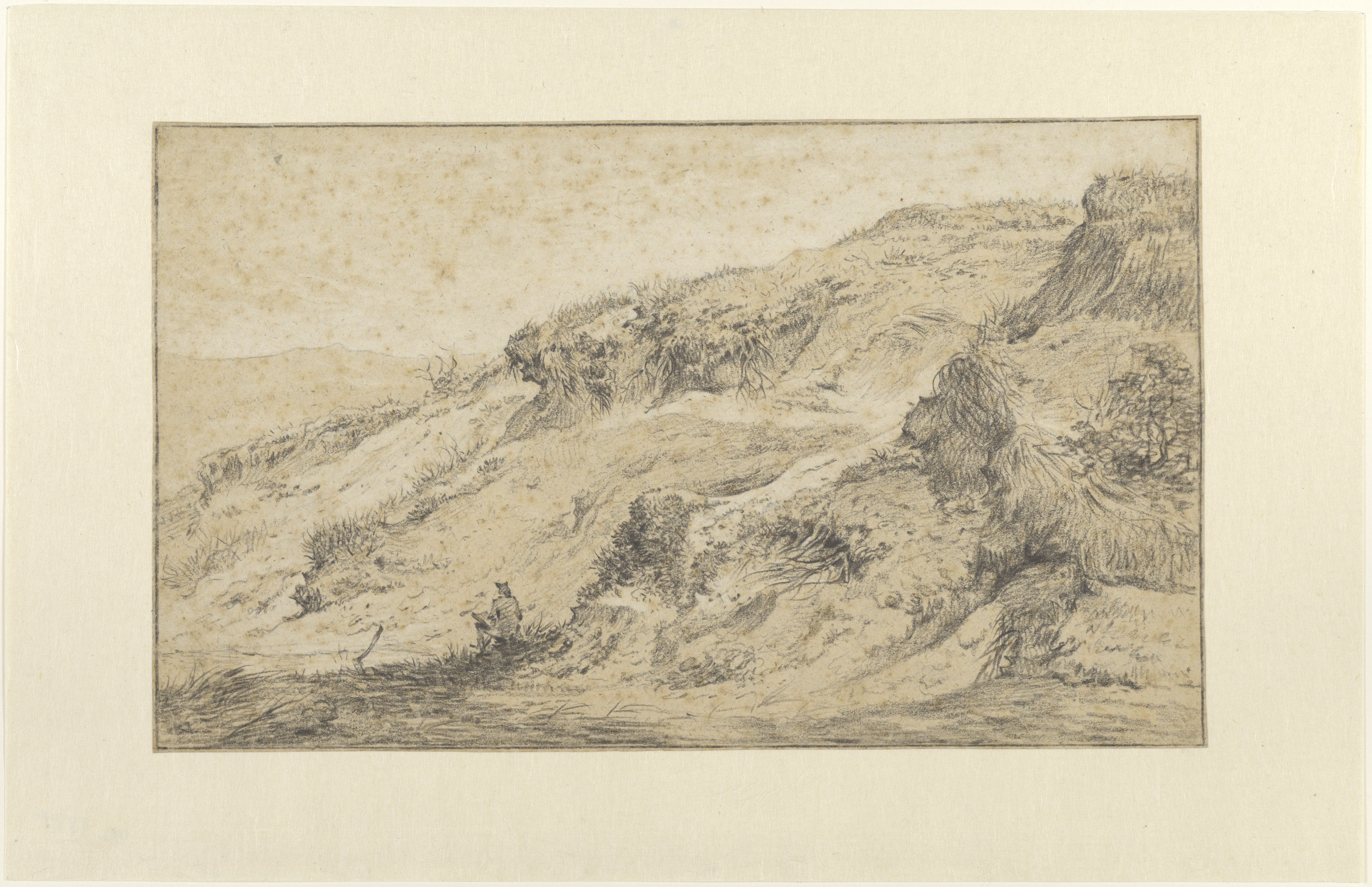
Duinlandschap met een tekenaar, Hermanus Fock
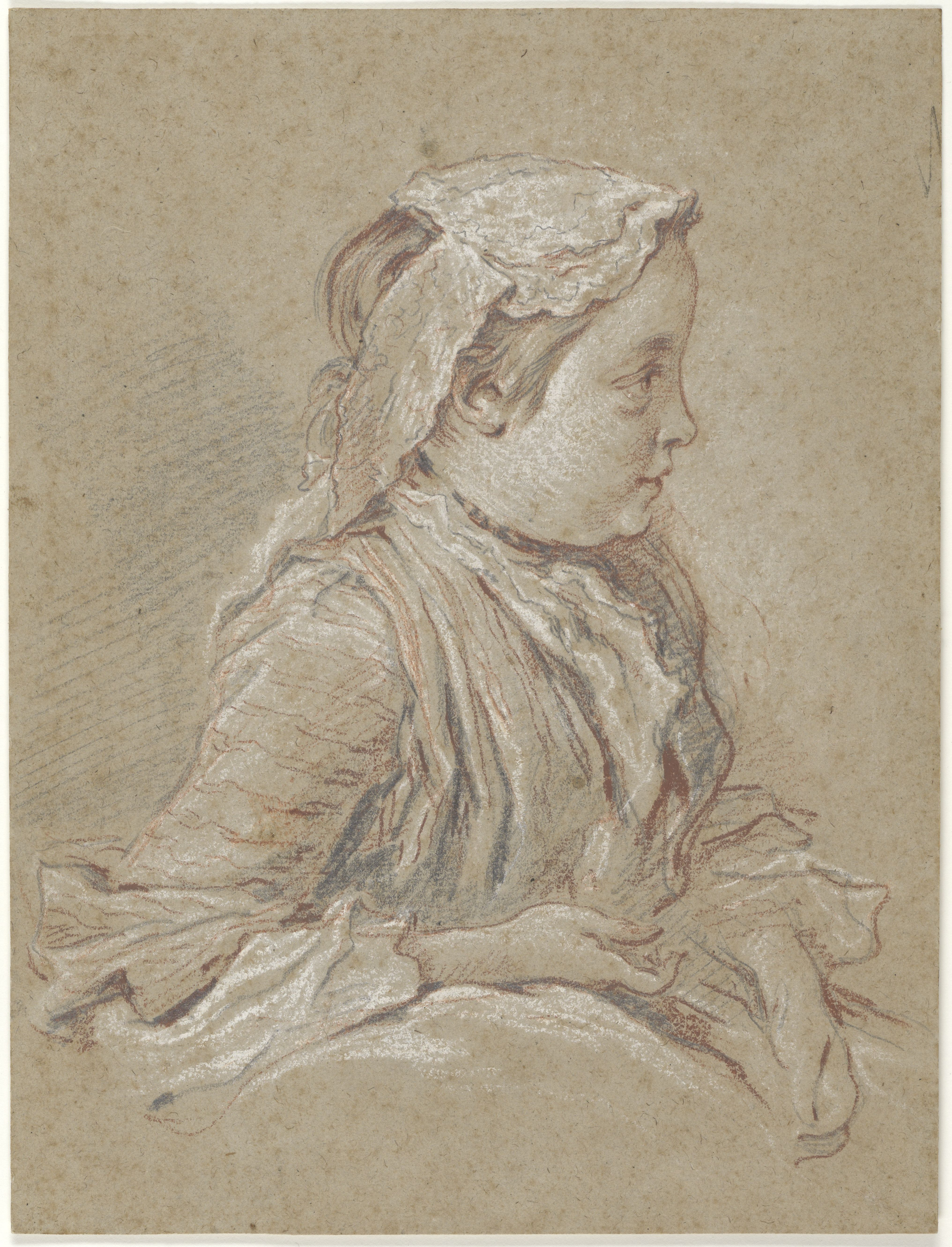
Jonge vrouw met kanten muts, François Boucher
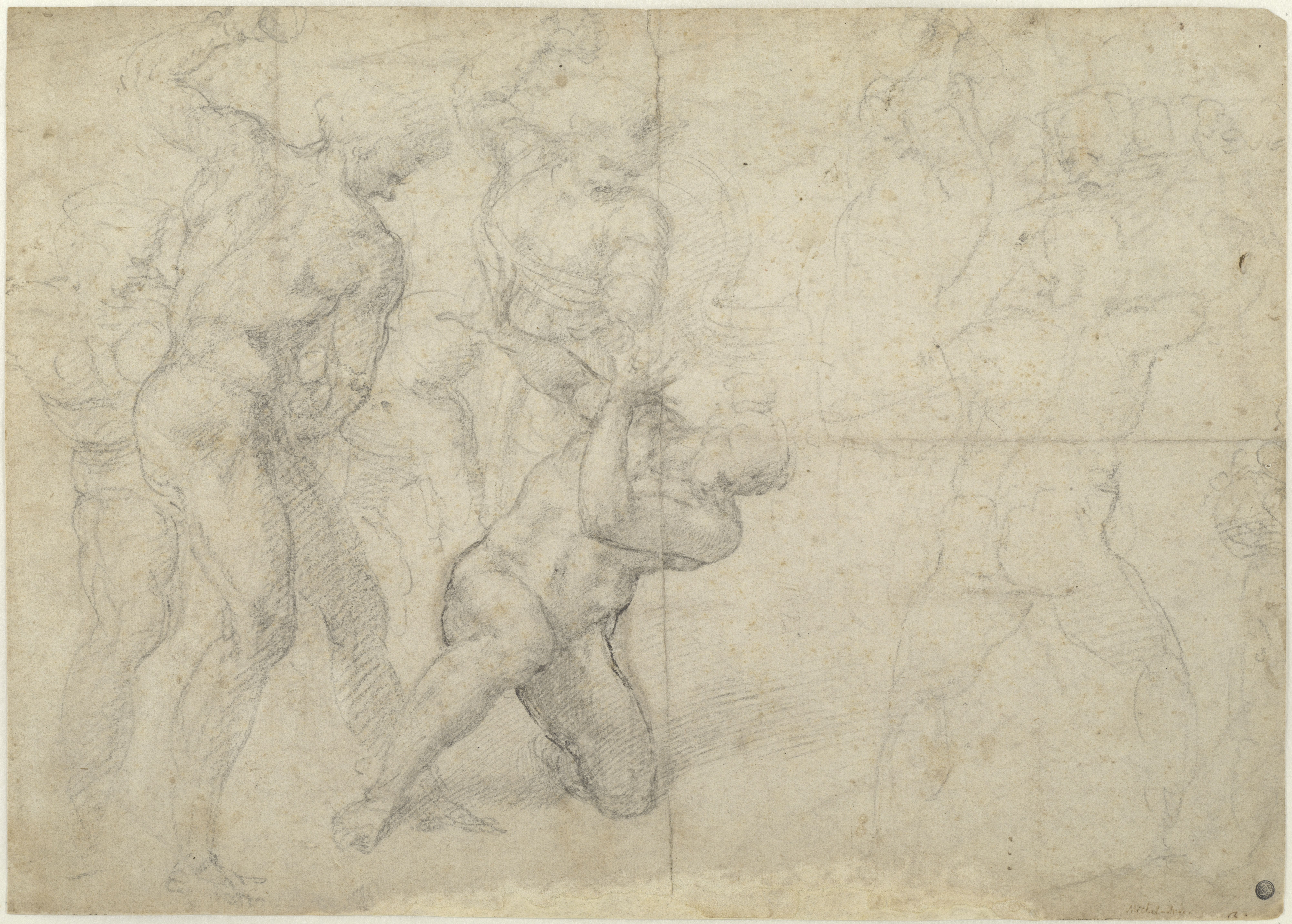
De steniging van de heilige Stefanus, Michelangelo
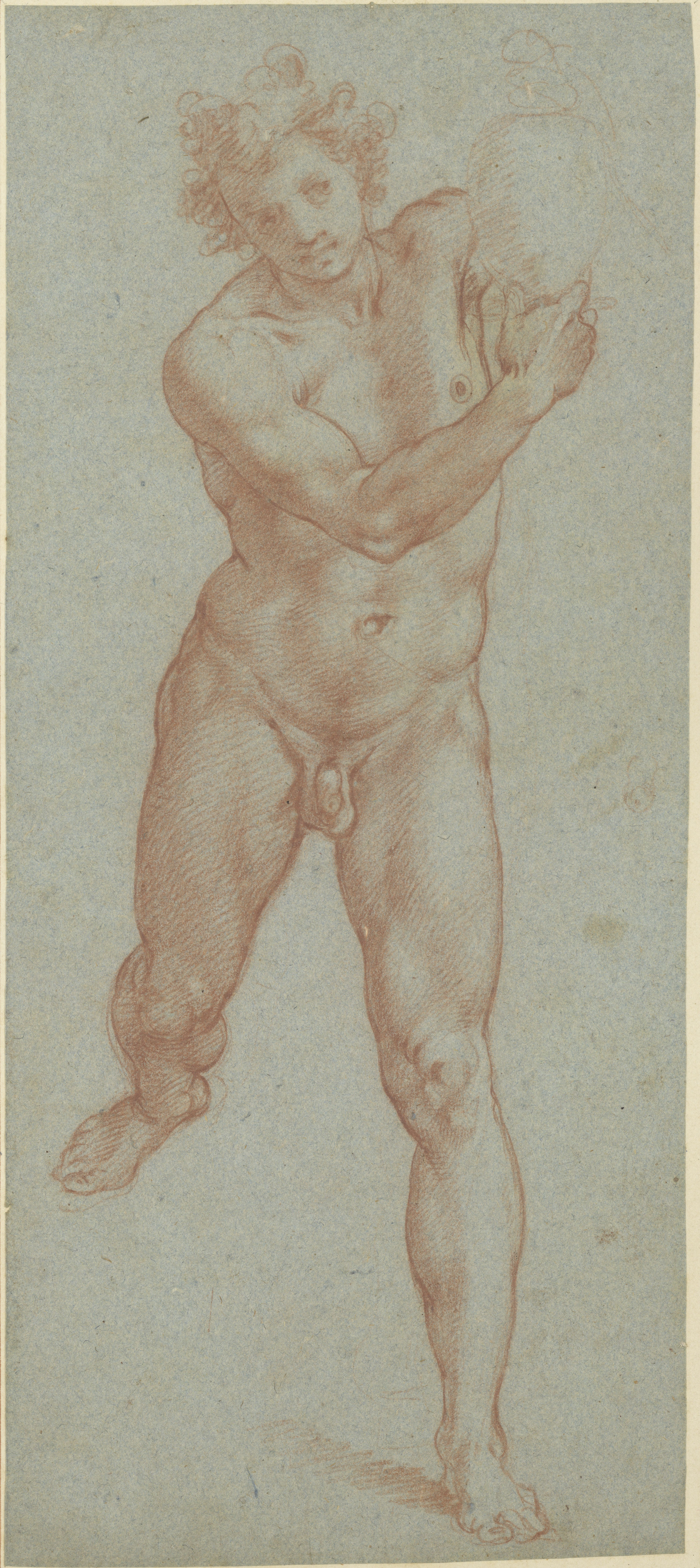
Naakte lopende man met een urne, Cristoforo (Il Pomarancio) Roncalli

## Tentoonstellingen
- 2013: De 17de eeuw door de ogen van Jacques Callot
- 2014: Virtuoos maniërisme. prenten van Hendrick Goltzius uit het Groeningemuseum
- 2015 – 2016: inDRUKwekkend. Nieuwe Topstukken uit het Brugse Prentenkabinet
- 2018: Haute Lecture by Colard Mansion. Vernieuwing van Tekst en Beeld in Middeleeuws Brugge
- 2019: De sleutel tot alle kunsten. Meestertekeningen uit het Brugse prentenkabinet